# Drassodella salisburyi
Drassodella salisburyi is een spinnensoort uit de familie Gallieniellidae. De soort komt voor in Zuid-Afrika.